# Zoológico de Granby
El Zoológico de Granby (en francés: Le Zoo de Granby) es un zoológico en Granby, en la provincia de Quebec al este de Canadá, se trata de una de las principales atracciones turísticas de Quebec.
Fue fundado en 1953 por el alcalde de Granby para ese momento, Pierre-Horace Boivin. Actualmente hay más de 1000 animales diferentes agrupados en 200 especies. El zoológico cuenta con 516.000 visitantes al año y contiene animales procedentes de África, Asia y América del Sur. Al lado del zoológico esta el parque acuático Amazoo.